# Christophe Bataille
Christophe Bataille, nascido em 1971, é um escritor francês.

## Biografia
Depois de estudar gestão na HEC Paris, Christophe Bataille trabalhou durante dois anos em Londres em colaboração com a L'Oréal. Aí escreveu o seu segundo romance, Absinto, após o sucesso do seu primeiro, Annam, que foi bem recebido pela crítica.
Regressado a Paris, mudou de carreira em 1995 e passou a trabalhar como editor na Grasset, continuando a escrever à noite.
Desde Janeiro de 2007 que apoia a Bibliothèques Sans Frontières, uma jovem ONG que visa facilitar o acesso ao conhecimento nos países em desenvolvimento.

## Funciona
- 1993: Annam, éditions Arléa – Prix des Deux Magots
- 1994: Absinthe, Arléa, 1994 – Prix littéraire de la vocation
- 1997: Le Maître des heures, Grasset
- 1999: Vive l'enfer, Grasset
- 2002: J'envie la félicité des bêtes, Grasset
- 2006: Quartier général du bruit, Grasset
- 2008: Le Rêve de Machiavel, Grasset
- 2012: L'Élimination coescrito com Rithy Panh, Grasset, ISBN 978-2246772811
- L'image manquante
- L'Expérience, Grasset